# EBU Circuit 2004/05
Der EBU Circuit 2004/2005 war die 18. Auflage dieser europäischen Turnierserie im Badminton.

## Die Wertungsturniere
| Turnier                                 | Austragungsort   | Termin                          |
| --------------------------------------- | ---------------- | ------------------------------- |
| Bulgarian International 2004            | Sofia            | 16. – 19. September 2004        |
| 33. Czech International 2004            | Liberec          | 30. September – 3. Oktober 2004 |
| Babolat Slovak International 2004       | Prešov           | 21. – 24. Oktober 2004          |
| 29. Victor Hungarian International 2004 | Budapest         | 28. – 31. Oktober 2004          |
| Norwegian International 2004            | Oslo             | 4. – 7. November 2004           |
| Iceland International 2004              | Reykjavík        | 11. – 14. November 2004         |
| Scottish International 2004             | Glasgow          | 25. – 28. November 2004         |
| Irish International 2004                | Lisburn          | 9. – 12. Dezember 2004          |
| 40. Portugal International 2005         | Caldas da Rainha | 6. – 9. Januar 2005             |
| Swedish International Stockholm 2005    | Täby (Stockholm) | 13. – 16. Januar 2005           |
| Croatian International 2005             | Zagreb           | 3. – 6. März 2005               |
| Finnish International 2005              | Helsinki         | 31. März – 3. April 2005        |
| Velo Dutch International 2005           | Wateringen       | 7. – 10. April 2005             |
| Austrian International 2005 (abgesagt)  | Pressbaum        | 21. – 24. April 2005            |

## Sieger
| Veranstaltung                   | Herreneinzel          | Dameneinzel       | Herrendoppel                                 | Damendoppel                            | Mixed                                    |
| ------------------------------- | --------------------- | ----------------- | -------------------------------------------- | -------------------------------------- | ---------------------------------------- |
| Bulgarian International         | Nathan Rice           | Elizabeth Cann    | Ruben Gordown Khosadalina Aji Basuki Sindoro | Ragna Ingólfsdóttir Sara Jónsdóttir    | Steve Foster Jenny Wallwork              |
| Czech International             | Per-Henrik Croona     | Katja Michalowsky | Mike Beres William Milroy                    | Britta Andersen Mie Schjøtt-Kristensen | Jesper Thomsen Britta Andersen           |
| Slovak International            | Evgeniy Isakov        | Hui Ding          | Nikolai Zuev Sergey Ivlev                    | Lim Pek Siah MalaysiaChor Hooi Yee     | Nikolai Zuev Marina Yakusheva            |
| Hungarian International         | Bobby Milroy          | Petya Nedelcheva  | Nikolai Zuev Sergey Ivlev                    | Lim Pek Siah Chor Hooi Yee             | Ong Ewe Hock Lim Pek Siah                |
| Norwegian International         | Björn Joppien         | Petra Overzier    | Kristof Hopp Ingo Kindervater                | Liza Parker Suzanne Rayappan           | Fredrik Bergström Johanna Persson        |
| Iceland International           | Bobby Milroy          | Susan Hughes      | Paul Trueman Ian Palethorpe                  | Lisa Parker Suzanne Rayappan           | Peter Jeffrey Hayley Connor              |
| Scottish Open                   | Arvind Bhat           | Yuan Wemyss       | Joakim Hansson Fredrik Bergström             | Kamila Augustyn Nadieżda Kostiuczyk    | Fredrik Bergström Johanna Persson        |
| Irish Open                      | Joachim Persson       | Petya Nedelcheva  | Ruben Gordown Khosadalina Aji Basuki Sindoro | Pernille Harder Helle Nielsen          | Ruben Gordown Khosadalina Kelly Matthews |
| Portugal International          | Arif Rasidi           | Yuan Wemyss       | Anthony Clark Simon Archer                   | Sandra Marinello Kathrin Piotrowski    | Simon Archer Donna Kellogg               |
| Swedish International Stockholm | Evgenij Isakov        | Elizabeth Cann    | Anthony Clark Simon Archer                   | Miyuki Tai Noriko Okuma                | Nikolai Zuev Marina Yakusheva            |
| Croatian International          | Leonard Holvy de Pauw | Miyo Akao         | Simon Mollyhus Anders Kristiansen            | Liu Fan Frances Shinta Mulia Sari      | Hendra Wijaya Liu Fan Frances            |
| Finnish International           | Joachim Persson       | Susan Hughes      | Henrik Andersson Fredrik Bergström           | Sandra Marinello Kathrin Piotrowski    | Robert Mateusiak Nadieżda Kostiuczyk     |
| Dutch International             | Björn Joppien         | Petya Nedelcheva  | Kristof Hopp Ingo Kindervater                | Nicole Grether Juliane Schenk          | Fredrik Bergström Johanna Persson        |